# Bani Walid (gemeente)
Bani Walid is een voormalige Libische gemeente die heeft bestaan tot 2007. Na de administratieve herindeling van het land, werd de gemeente Bani Walid bij de gemeente Misratah toegevoegd.
De voormalige gemeente grensde aan:
- Tarhuna Wa Msalata - noorden
- Misratah - noordoosten
- Sirte - oosten
- Mizdah - westen
- Gharyan - noordwesten